# ديريك هاردمان
ديريك هاردمان (بالإنجليزية: Derek Hardman)‏ هو لاعب كرة قدم أمريكية أمريكي، ولد في 13 سبتمبر 1986 في سبنسر في الولايات المتحدة.

## وصلات خارجية
- ديريك هاردمان على موقع مرجع كرة القدم المحترفة.كوم (الإنجليزية)